# Eurylophella karelica
Eurylophella karelica je druh jepice z čeledi Ephemerellidae. Přirozeně se vyskytuje ve východní Evropě. Jako první tento druh popsal Tiensuu v roce 1935.